# Emigrantes (livro)
Emigrantes é um romance de Ferreira de Castro publicado pela primeira vez em Julho de 1928. É a maior obra literária e testemunho humano sobre o drama da emigração portuguesa.
A obra é composta por um relato flagrante da sordidez do sistema económico de desigualdades e injustiças do capitalismo.

## Enredo
Conta a história de um português de Oliveira de Azeméis, casado com uma filha adulta, que emigra para o Brasil para enriquecer.
Chegado ao Brasil, o seu patrício não o ajuda e ele aceita trabalho numa fazenda. Lá envolve-se com uma mulher Benvida.
Posteriormente regressa a Portugal para, mais tarde, regressar ao Brasil..

## Personagens
- Manuel da Boça - personagem principal, é um emigrante português.
- Deolinda - mulher de Manuel.
- Janardo - emigrante que acompanha Manuel na viagem para o Brasil.
- Cipriano - patrício de Manuel supostamente bem-sucedido no Brasil.